# Hemorràgia digestiva
Una hemorràgia digestiva (també anomenada hemorràgia gastrointestinal) és qualsevol de les formes d'hemorràgia del tub digestiu, des de la boca fins a l'anus. Quan hi ha una pèrdua de sang important en poc temps, els símptomes poden incloure vòmits de sang vermella, vòmits de sang fosca, femta amb sang o femta negra. Petites quantitats d'hemorràgia durant molt de temps poden causar anèmia per deficiència de ferro que provoca sensació de cansament o dolor al pit relacionat amb el cor. Altres símptomes poden incloure dolor abdominal, dificultat per respirar, pell pàl·lida o desmais. De vegades, amb petites quantitats d'hemorràgia, és possible que no hi hagi símptomes.
El sagnat normalment es divideix en dos tipus principals: hemorràgia digestiva alta i hemorràgia digestiva baixa. Les causes de les hemorràgies digestives altes inclouen: úlcera pèptica, varius esofàgiques per cirrosi hepàtica i càncer, entre d'altres. Les causes de les hemorràgies digestives baixes: hemorroides, càncer i malaltia inflamatòria intestinal, entre d'altres. El diagnòstic normalment comença amb una història clínica i un examen físic, juntament amb anàlisis de sang. Es poden detectar petites quantitats d'hemorràgia mitjançant una prova de sang oculta en femta. L'endoscòpia del tracte gastrointestinal inferior i superior pot localitzar l'àrea de sagnat. Les imatges mèdiques poden ser útils en casos que no estan clars.
El tractament inicial, en casos greus, se centra en la reanimació que pot incloure líquids intravenosos i transfusions de sang. Sovint no es recomana transfusions de sang tret que l'hemoglobina sigui inferior a 70 o 80 g/L. En determinats casos es pot considerar el tractament amb inhibidors de la bomba de protons, octreòtid i antibiòtics. Si altres mesures no són efectives, es pot intentar un baló esofàgic en aquells amb presumptes varius esofàgiques. L'endoscòpia de l'esòfag, l'estómac i el duodè o l'endoscòpia de l'intestí gros es recomana generalment en 24 hores i poden permetre el tractament i el diagnòstic.
Un sagnat digestiu superior és més freqüent que un sagnat digestiu inferior. Una hemorràgia digestiva superior es produeix entre 50 i 150 per 100.000 adults per any. S'estima que es produeix un sagnat digestiu més baix entre 20 i 30 per 100.000 per any. El risc de mort per sagnat digestiu és entre el 5% i el 30%. El risc d'hemorràgia és més freqüent en els homes i augmenta amb l'edat.